# プレイズ・ジミ・ヘンドリックス
『プレイズ・ジミ・ヘンドリックス』（The Gil Evans Orchestra Plays the Music of Jimi Hendrix）は、ジャズ編曲家のギル・エヴァンス率いるオーケストラが1974年に発表したアルバム。1970年に他界したロック・ギタリスト、ジミ・ヘンドリックスに捧げたトリビュート・アルバムとしての題名を持つが、実際にギル・エヴァンスが編曲したのは2曲のみである。

## 解説
ジミ・ヘンドリックスの才能を高く評価していたギルは、ジミを自分のオーケストラのソリストに起用しようとするが、正式なミーティングが行われる前にジミは死去。ギルはジミの作品をオーケストラ化し、1974年にカーネギー・ホールで全曲ジミの曲から成るコンサートを行った。その後、時間的に余裕のない中、本作をレコーディングした。
ギル自身が編曲したのは「砂の城」と「空より高く」の2曲（ボーナストラックに「リトル・ウィング」が入っている場合は計 3曲）。その他の曲は、ギル・エヴァンス・オーケストラのメンバー（ハワード・ジョンソンら）が分担して編曲した。音楽評論家の中山康樹は「皮肉なことにギルの編曲がいかに優れたものであるかということをあらためて認識させ、ギルの音楽性とヘンドリックスの楽曲が意外にも親和性が高いことを証明する結果になった」と評している。
演奏メンバーとしては、ソロ・デビュー前のデイヴィッド・サンボーンや、日本人ギタリストの川崎燎などが参加している。
本作の販売は振るわず、RCAは早々に廃盤扱いとしたが、日本では1975年の日本版発売以降、複数回、再発されてきた。世界市場では1988年にCD化、再発された。

## 収録曲
全曲ジミ・ヘンドリックス作詞・作曲。（ ）内は編曲者
1. 天使 - Angel（Tom Malone）
2. クロスタウン・トラフィック～リトル・ミス・ラヴァー - Crosstown Trafic/Little Miss Lover（T. Malone）
3. 砂の城～フォクシー・レディ - Castle Made Of Sand（Gil Evans）/Foxy Lady（Warren Smith）
4. 空より高く - Up From The Skies（G. Evans）
5. 1983-人魚になりたかった男 - 1983-A Merman I Should Turn To Be（David Horowitz）
6. ヴードゥー・チャイル - Voodoo Chile（Howard Johnson）
7. ジプシー・アイズ - Gypsy Eyes（Trevor Koehler）
8. リトル・ウィング - Little Wing（G. Evans）（CD ボーナストラック）
9. 空より高く - Up From The Skies [Take 2]（G. Evans）（CD ボーナストラック）

## 演奏メンバー
- ギル・エヴァンス - リーダー、ピアノ
- ジョン・アバークロンビー - エレクトリックギター
- 川崎燎 - エレクトリックギター
- キース・ラヴィング - ギター
- マーヴィン・ピーターソン - ヴォーカル（on 2.）、トランペット
- ルイス・ソロフ - トランペット
- デイヴィッド・サンボーン - アルト・フルート、ソプラノ・サックス
- ビリー・ハーパー - テナー・サックス、フルート
- トレヴァー・ケーラー - テナー・サックス、フルート
- トム・マローン - シンセサイザー、トロンボーン、フルート、ベース
- ピーター・ゴードン - フレンチホルン
- ピーター・レヴィン - ホルン、シンセサイザー
- ハワード・ジョンソン - チューバ
- デイヴィッド・ホロヴィッツ - エレクトリックピアノ、シンセサイザー
- マイケル・ムーア - ベース
- ドン・ペイト - ベース
- ブルース・ディトマス - ドラム
- スーザン・エヴァンス - コンガ、ドラム
- ウォーレン・スミス - チャイム、ラテン・パーカッション、ヴィブラフォン